# VI Dwór
VI Dwór – przy ulicy Abrahama 27 i 34 w dzisiejszej dzielnicy Gdańska, VII Dworze.

## Historia

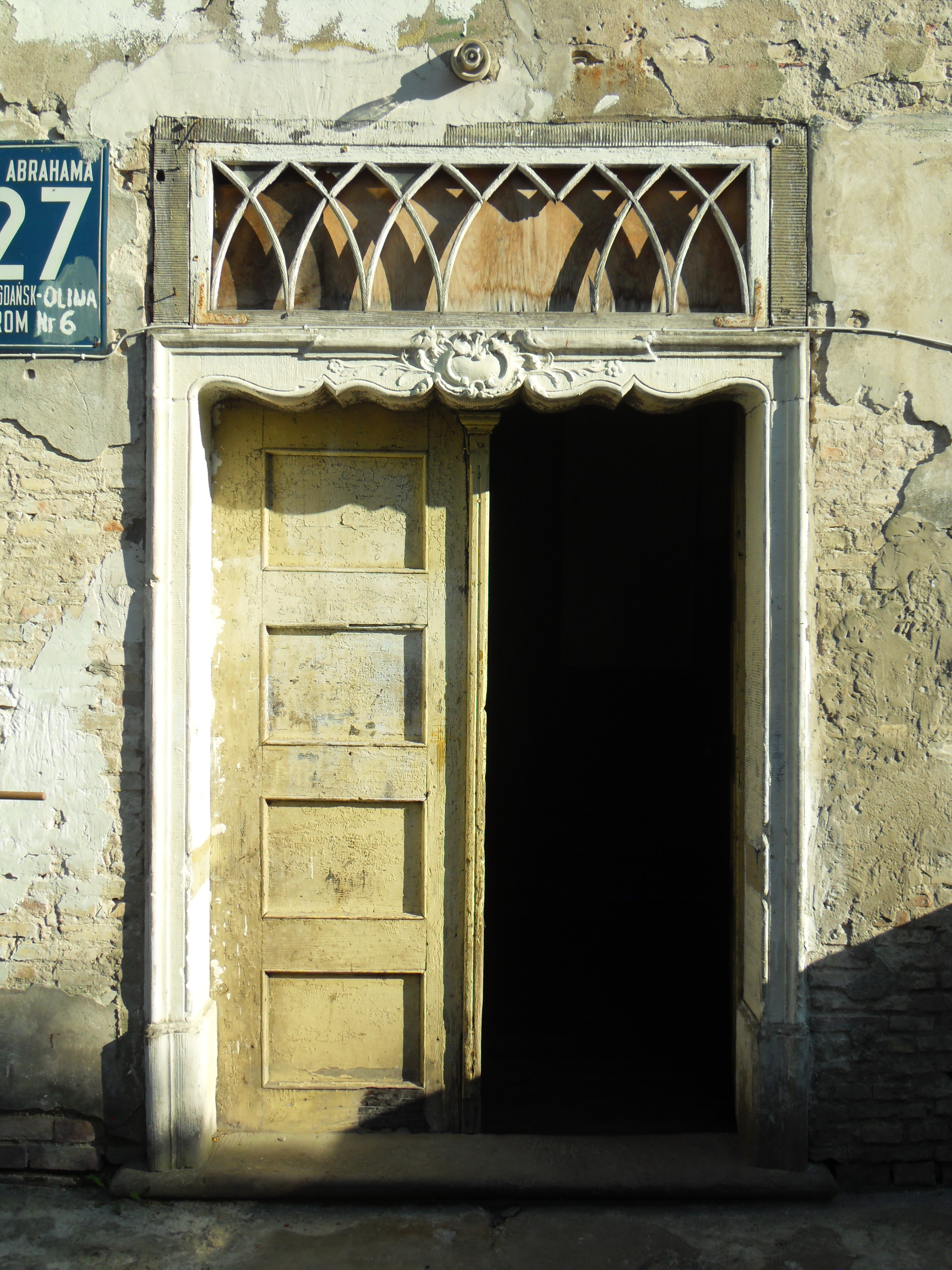
Rokokowy portal

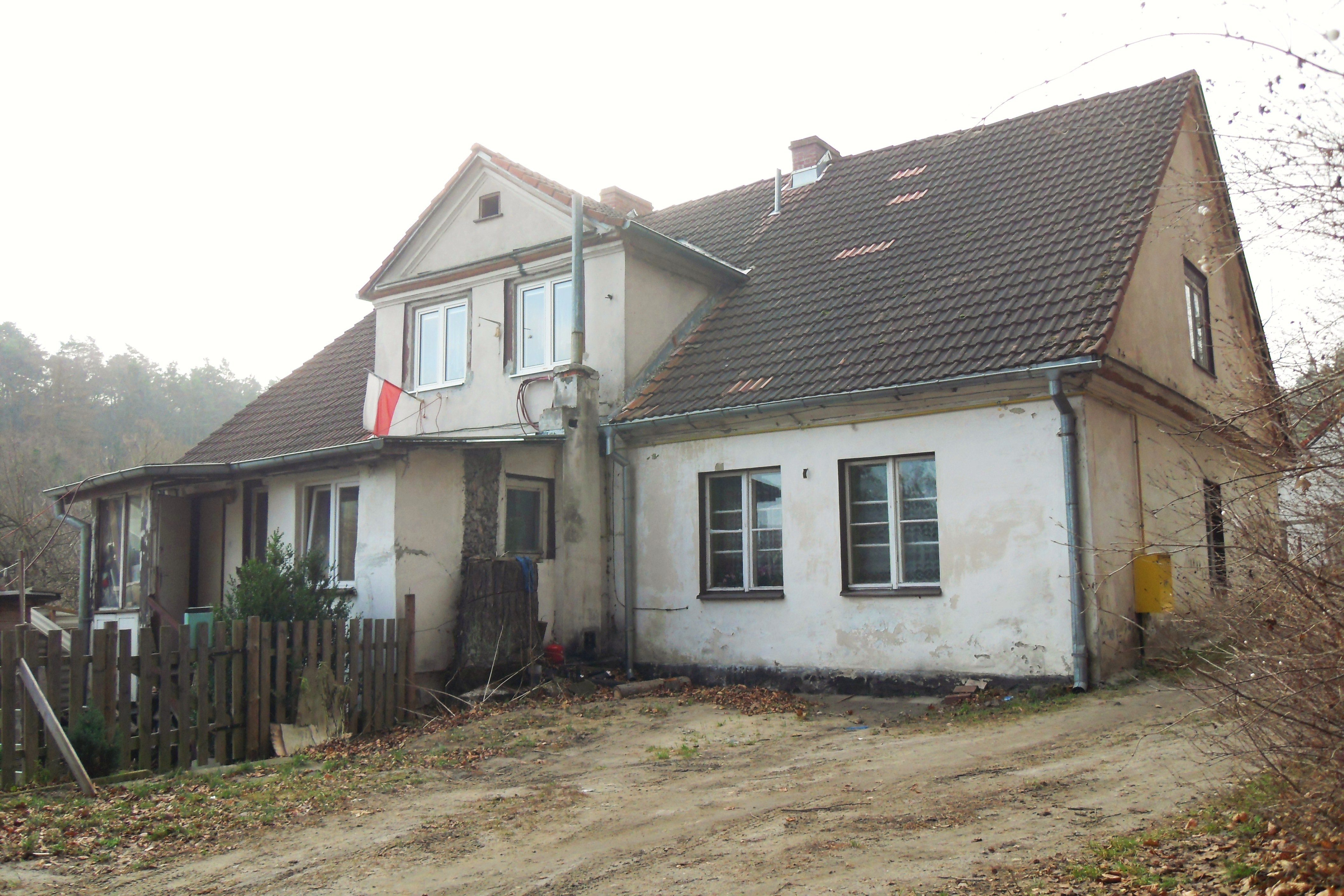
Ul. Abrahama 34

Dwór (zw. Monbrillant) powstał w pierwszej połowie XVII wieku, stanowiąc własność Henryka Heine. Pod koniec XVII wieku zespół dworski przeszedł na własność Antoniego de Loche, zaś na przełomie XVIII i XIX wieku na własność Piotra Adriela. Dwór uległ częściowemu zniszczeniu podczas wojen szwedzkich. Główny budynek zespołu spłonął doszczętnie w latach 40. XIX wieku, w 40 lat po wizycie cesarza. Z ruin i pozostałości powstała obecna posesja przy ulicy Abrahama 27; przetrwał w niej rokokowy portal z piaskowca.
W 1807 roku w nieistniejącym już głównym budynku dworskim prawdopodobnie znajdowała się kwatera Napoleona Bonaparte podczas jego pobytu w Gdańsku. Cesarz Francuzów miał tu nocować 31 maja 1807 roku.

## Położenie
Obszar dworski znajduje się na wschodnim skraju Trójmiejskiego Parku Krajobrazowego, na styku dolin „Samborowo” i „Zielonej”. Jedynymi zachowanymi obiektami dworu są pochodzące z XVIII wieku budynki gospodarcze. Budynki przy ul. Abrahama 27 i 34 są oddalone od siebie około 130 m. W centrum założenia znajdował się staw, obecnie zarośnięty przez wierzby i trzcinę